# Autozam Revue
El Autozam Revue es un automóvil del segmento B vendido por Autozam, que fue presentado en 1990. La desaparición de dicha marca obligó a renombrar al modelo como Mazda Revue o Mazda 121 según al mercado al que fuera dirigido.
Estuvo disponible en la mayoría de los mercados como una pequeñísima berlina de cuatro puertas, aunque posteriormente se ofreció opcionalmente con un techo de lona a partir de 1991. Se ofrecieron motorizaciones de 1.1, 1.3 y 1.5 litros de cubicaje, en conjunto con cajas de cambio manuales de 5 relaciones o automáticas de cuatro.
Para 1996, el nombre 121 se cambió por el de Mazda Demio cuando el vehículo estaba destinado a ser exportado, un hatchback alto de cinco puertas, que posteriormente evolucionaría al Mazda2. A algunos mercados llegaron unidades del Ford Fiesta, fabricado en la planta de Almusafes, con modificaciones mínimas y renombrado como Mazda 121 en 1996

## Australia
El 121 fue vendido en el mercado australiano con unas curiosas llantas de aleación opcionales con forma de koala.

## Europa
Vendido como Mazda 121 desde 1991 hasta 1995, fue inicialmente sustituido por una versión renombrada del Ford Fiesta y posteriormente por el Mazda Demio. Las ventas en Europa fueron escasas.

### 121 Goldy
En Alemania, el 121 se ofreció una serie limitada de 1000 unidades, denominadas Goldy. Estos coches, diseñados en colaboración con la empresa alemana de golosinas Haribo, estuvieron a la venta a partir de junio de 1994. Todas fueron de color amarillo, con el logotipo de Haribo en el volante y termoformado en los tapacubos, e incluían una cortinilla trasera con diseño de ositos de gominola, además de venir acompañados al momento de su adquisición de un centenar de bolsas de gominolas de la misma marca.

## Galería
|                    |
| Mazda 121 (Europa) |

|                                      |
| Mazda 121 con techo de lona (Europa) |

|          |
| Interior |